# Gray's Anatomy (film)
Gray's Anatomy è un film drammatico del 1996 diretto dal regista americano Steven Soderbergh. Il film è inedito in Italia.

## Trama
I medici informano il paziente Spalding Gray che la sua infenzione all’occhio richiede un intervento chirurgico rischioso. Il protagonista racconta allo spettatore, attraverso interviste ed un monologo, le vicissitudini, le terapie alternative e le pozioni provate pur di non sottoporsi ad un intervento di routine che lo guarirebbe dalla malattia. Il film esprime ed esplora paranoie, paure e timori quotidiani.

## Opera teatrale
Gray's Anatomy prende spunto da un monologo teatrale dello stesso attore Spalding Gray. Lo spettacolo "Gray's Anatomy" di Spalding Gray ha debuttato al Beaumont Theatre il 28 novembre 1993 ed è andato in scena per 13 repliche chiudendo il 3 gennaio 1994. Il 5 giugno 1994 replicò nello stesso teatro e andò in scena per 8 repliche chiudendo il 27 giugno 1994.

## Citazioni
Nei titoli di coda appare la strana frase:
"Sebbene ispirati a eventi reali, i personaggi e gli eventi rappresentati nella parte del monologo di questo film sono stati romanzati. Qualsiasi somiglianza con persone reali, viventi o defunte, è puramente casuale".